# 北高峰

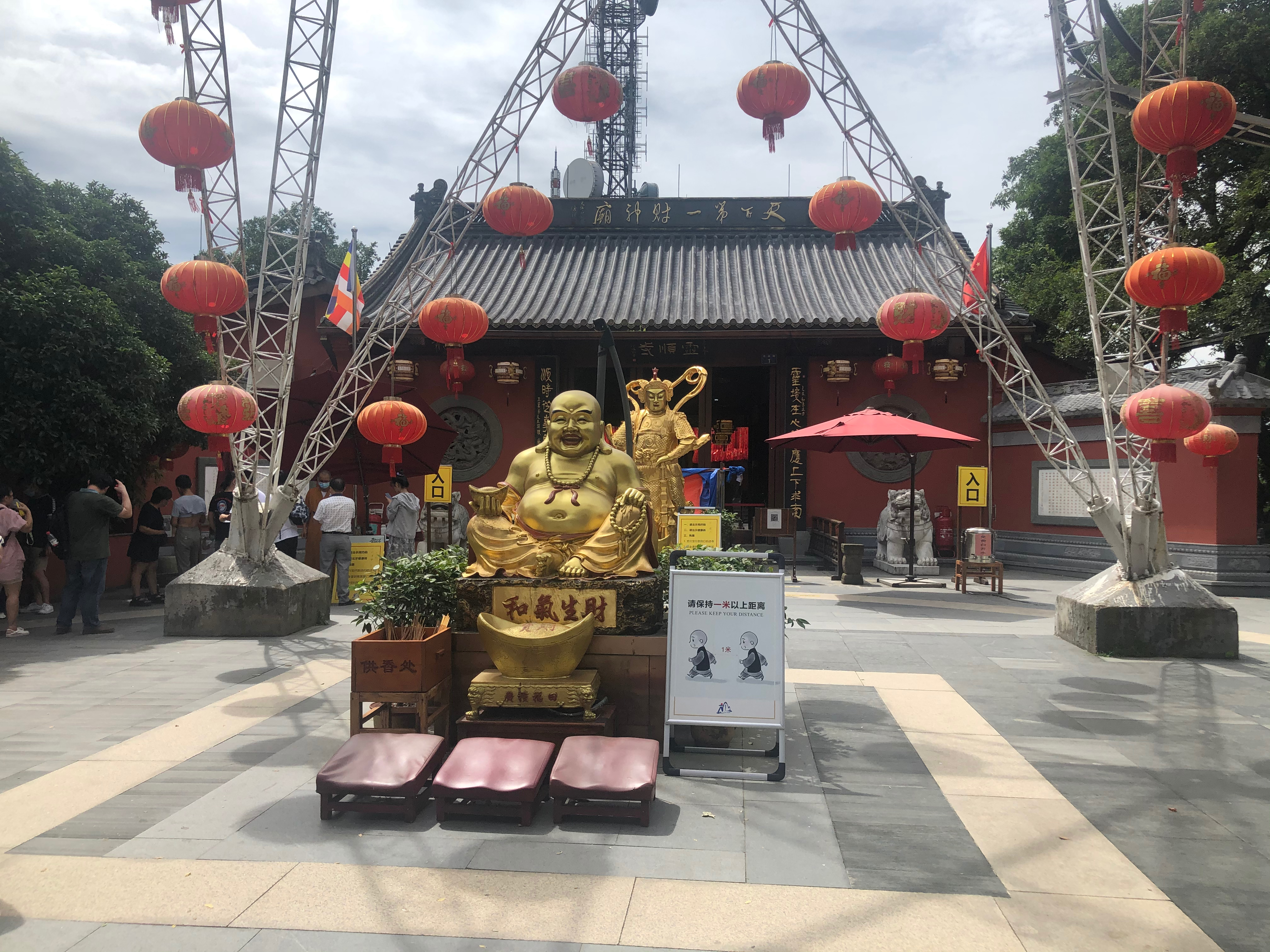
山顶灵顺寺前庭

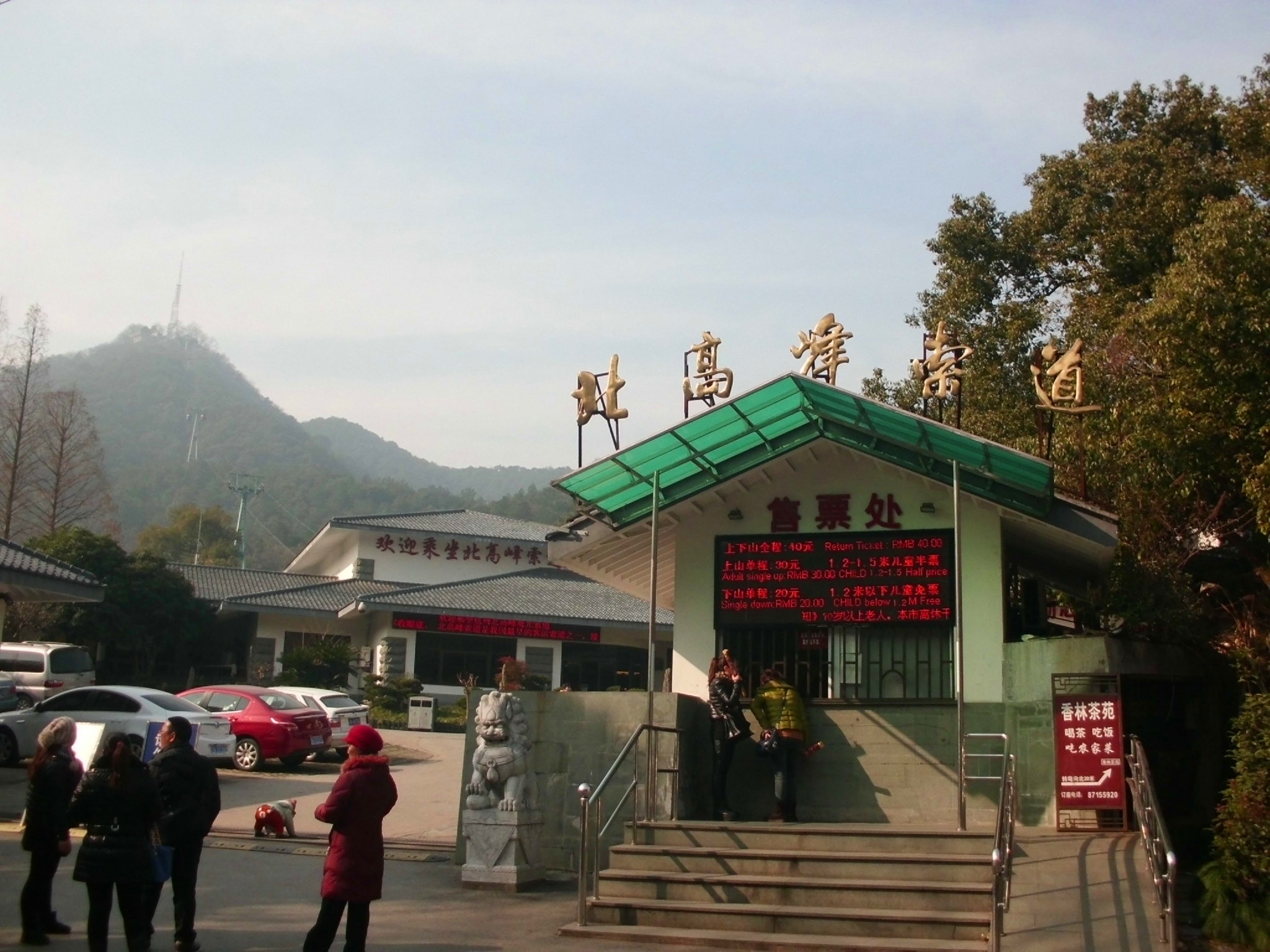
北高峰山脚索道

北高峰是杭州西湖西北方的一座山峰，高314米，是杭州较高的山峰。著名的灵隐寺便位于其山脚下，从寺西侧上山，石磴多达数千级，沿途山溪清流回转、林木重叠，古人有诗赞：‘一路松声长带雨，半空岚气总成云’。山东侧现建有载人索道，上下山往返仅需六、七分钟。
北高峰山巅有著名的灵顺寺，始建于东晋咸和年间，从宋代开始供奉“五显财神”，香火鼎盛，号称“天下第一财神庙”。
北高峰与南高峰形成的双峰插云是西湖十景之一。
历史上，苏东坡、乾隆帝、毛泽东等名人曾多次攀登此山。